# Kurt Gauly
Kurt Gauly (* 20. Januar 1926 in Würzburg; † 23. März 2019 in Karlsruhe) war ein deutscher Kommunalpolitiker (CDU).

## Leben
Kurze Zeit nach seiner Geburt zog die Familie von Kurt Gauly nach Worms um. Dort verbrachte er seine Kindheits- und Jugendjahre; ein Bruder Kurt Gaulys war der Theologe Heribert Gauly. Er nahm als Soldat der Wehrmacht am Zweiten Weltkrieg teil und geriet in Kriegsgefangenschaft. Nach seiner Rückkehr absolvierte er eine Ausbildung zum Rechtspfleger. 1951 begann er als Justizoberamtsrat eine Tätigkeit beim Bundesgerichtshof in Karlsruhe. Dort blieb er bis 1978 tätig.
Sein politisches Engagement begann Gauly bei der Jungen Union. Später wurde er Kreisvorsitzender der CDU in Karlsruhe. Von 1962 bis 1978 gehörte er dem Gemeinderat von Karlsruhe an, zuletzt elf Jahre lang als Vorsitzender der dortigen CDU-Fraktion.
1978 wurde Gauly vom Gemeinderat zum Bürgermeister von Karlsruhe gewählt; zuständig für die Schulen, die Rheinhäfen und die Verkehrsbetriebe. 1986 wurde er als Nachfolger von Gerhard Seiler zum Ersten Bürgermeister und Stellvertreter des Oberbürgermeisters von Karlsruhe gewählt. Er amtierte bis zu seinem Eintritt in den Ruhestand 1991; ihm folgte Erwin Sack nach.
Gauly war römisch-katholisch. Er war Vorsitzender des Trägervereines zur Durchführung des 91. Deutschen Katholikentages 1992 in Karlsruhe. Dafür bekam er von Erzbischof Oskar Saier die Konradplakette verliehen. 1991 wurde ihm die Ehrenmedaille der Stadt Karlsruhe verliehen.